# Kronhaj
Kronhaj (Sphyrna corona) är en hajart som man hittar de tropiska vattnen i östra Stilla havet.
Exemplaren blir upp till 92 cm långa.
Utbredningsområdet ligger nära kusten från Guatemala till Colombia, kanske norrut till Mexiko. Kronhaj dyker till ett djup av 100 meter. Honor blir könsmogna vid en längd av 67 cm när de uppskattningsvis är 7 år gamla. De lägger inga ägg utan föder två cirka 23 cm långa ungar. Kronhaj kan troligtvis leva 18 år.
Arten fiskas intensiv som matfisk. Enligt uppskattningar var populationens minskning större än 80 procent under de gångna 24 åren (räknad från 2019). IUCN listar arten som akut hotad (CR).